# アノイアピテクス
アノイアピテクス(Anoiapithecus)は、ドリオピテクスと密接に関連があると考えられている化石類人猿の属である。どちらの属も、約1200万年前の中新世に生息した。サルバドール・モヤ・ソラによって命名された化石標本は、スペインの鉱床で産出したことが知られている。
発見者は、Anoiapithecus brevirostrisをヒト科ドリオピテクス亜科と記載した。ケニアのKenyapithecus wickeriから断片的な情報が得られるケニアピテクスよりもこの属は現代的な特徴を持っていると考えた。アフリカの標本はヒト科の姉妹分類群と考えられており、これより200万年新しいヨーロッパの標本は、これら2つのグループが分裂した後のものである必要がある。これは、ヒト科の動物がヨーロッパで進化した可能性があることを意味する。
名前は、化石が発見されたカタルーニャ州のアノイア川に由来する。オスであったことから、カタルーニャ語でLukeという名前に相当するLlucという綽名が付けられた。この名前は、ラテン語で「光」を意味し、この発見が人類の初期の進化を照らすものであることを表している。
独特の相貌パターン、基部が幅広の鼻孔、高い頬骨、深い口蓋等のヒト科を特徴づける解剖学的特徴は、Llucの化石でも見られる。